# Víznar

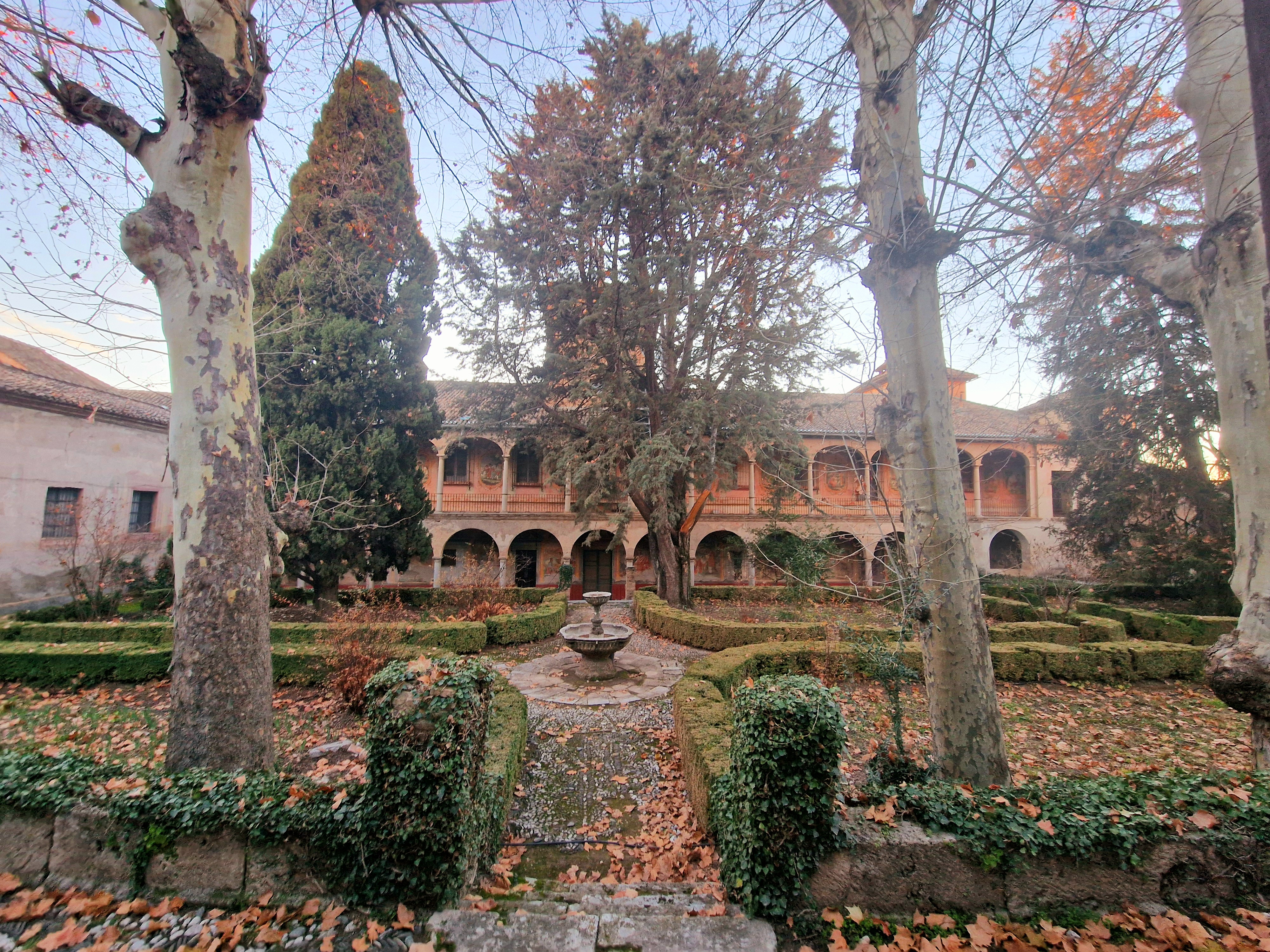
Vista del Palacio del Cuzco, desde la calle Reina Sofía

Víznar es una localidad y municipio español situado en la parte centro-este de la comarca de la Vega de Granada, en la provincia de Granada, comunidad autónoma de Andalucía. Limita con los municipios de Alfacar, Jun, Granada —por los distritos Norte y Albaicín— y Huétor Santillán. Cuenta con una población de 997 habitantes (INE 2024). Por su término discurren los ríos Beiro y Darro.
El municipio viznero es una de las treinta y cuatro entidades que componen el Área Metropolitana de Granada, y comprende únicamente el núcleo de población de Víznar.
Fue entre esta localidad y Alfacar donde asesinaron al poeta Federico García Lorca en agosto de 1936.
Gran parte de su término municipal se encuentra en el parque natural de la Sierra de Huétor.

## Símbolos
Víznar cuenta con un escudo y bandera adoptados oficialmente el 22 de marzo de 2001.

### Escudo
Su descripción heráldica es la siguiente:

Escudo cortado. Primero, de gules (rojo), un báculo arzobispal de oro (amarillo), puesto en banda y báculo episcopal también en oro, sobrepuesto al primero, formando con éste un sotuer, con doble cinta anudada en su parte alta, la una perfilada en gules y la otra en plata (blanco). Segundo, de azur (azul), un arco partidor de aguas en piedra en su color gris, con cuatro ojos; asentado y terrasado en monte de sinople (verde), manando en cada ojo ondas de agua de azur y plata. Surmontado el ojo primero por la diestra por un lucero de ocho puntas de plata, y el ojo central de los otros tres surmontado por una granada al natural, rajada de gules y hojada de dos hojas de sinople. Al timbre, corona real cerrada.

### Bandera
La enseña del municipio tiene la siguiente descripción:

Rectangular, tres módulos de larga por cada dos de ancha; campo tronchado: primero en verde y segundo en rojo. Banda de azur perfilada en plata. Cuando se represente con el escudo, éste deberá figurar en el centro geométrico del vexilo, sobrepuesto a la banda, con su timbre y a una altura igual a dos tercios del ancho del vexilo.

## Geografía

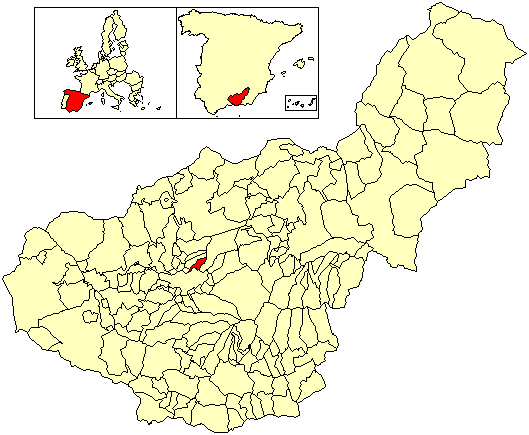
Extensión del municipio en la provincia de Granada

### Situación
Integrado en la comarca de la Vega de Granada, se encuentra situado a 9 kilómetros de la capital provincial, a 92 de Jaén, a 149 de Almería y a 270 de Murcia. El término municipal está atravesado por la autovía A-92, que conecta las ciudades de Almería y Granada con Málaga y Sevilla.
| Noroeste: Alfacar       | Norte: Alfacar | Nordeste: Alfacar y Huétor Santillán |
| Oeste: Alfacar          |                | Este: Huétor Santillán               |
| Suroeste: Jun y Granada | Sur: Granada   | Sureste: Granada y Huétor Santillán  |

## Demografía

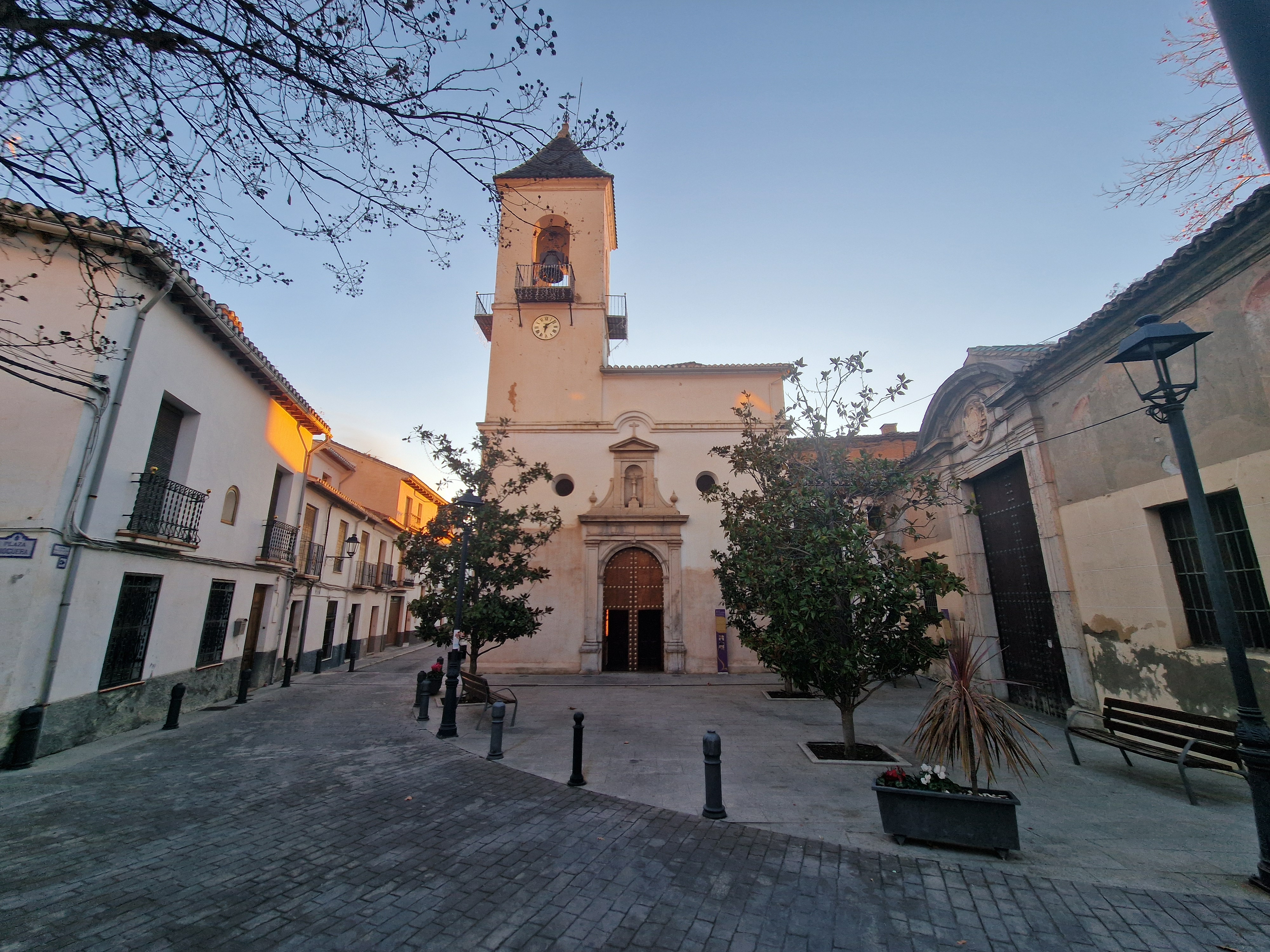
Iglesia de Nuestra Señora del Pilar

Víznar cuenta con una población de 997 habitantes (INE 2024), que se distribuyen de la siguiente manera:
| Unidad poblacional | Hab. |
| ------------------ | ---- |
| Víznar             | 955  |
| diseminado         | 41   |
| TOTAL              | 996  |

### Evolución de la población
| Gráfica de evolución demográfica de Víznar entre 1842 y 2021                                                        |
| |
| Población de derecho según los censos de población del INE Población de hecho según los censos de población del INE |

## Economía

### Evolución de la deuda viva municipal
El concepto de deuda viva contempla sólo las deudas con cajas y bancos relativas a créditos financieros, valores de renta fija y préstamos o créditos transferidos a terceros, excluyéndose, por tanto, la deuda comercial.
| Gráfica de evolución de la deuda viva del Ayuntamiento de Víznar entre 2008 y 2023                |
|                                                                                                   |
| Deuda viva del Ayuntamiento de Víznar, en miles de euros, según datos del Ministerio de Hacienda. |

## Política

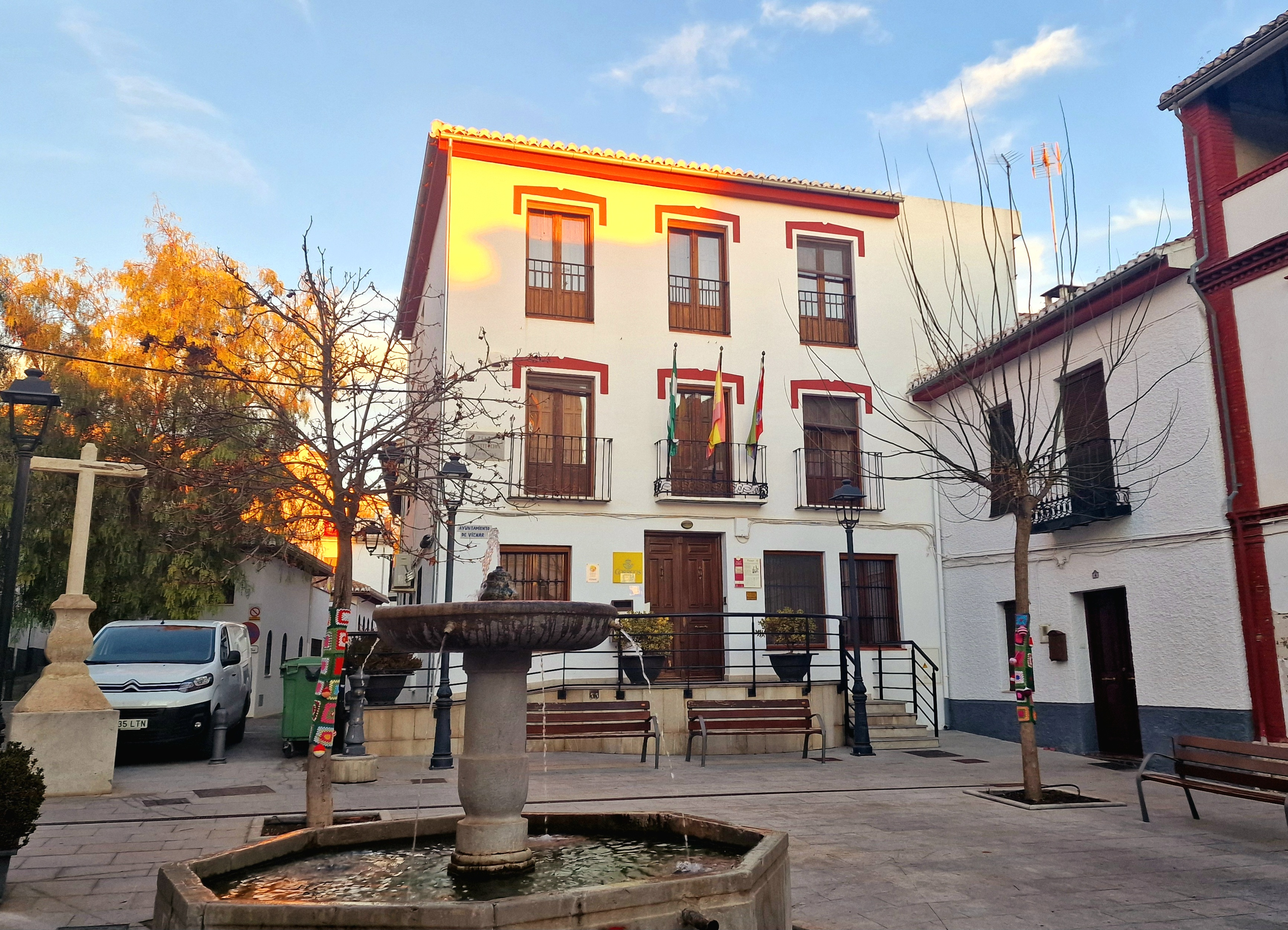
Ayuntamiento de Víznar, situado en la plaza de la Constitución

Los resultados en Víznar de las últimas elecciones municipales, celebradas en mayo de 2023, son:
| Elecciones Municipales - Víznar (2023) | Elecciones Municipales - Víznar (2023)        | Elecciones Municipales - Víznar (2023) | Elecciones Municipales - Víznar (2023) | Elecciones Municipales - Víznar (2023) |
| Partido político                       | Partido político                              | Votos                                  | %Válidos                               | Concejales                             |
| -------------------------------------- | --------------------------------------------- | -------------------------------------- | -------------------------------------- | -------------------------------------- |
|                                        | Izquierda Unida Para la Gente (PARA LA GENTE) | 239                                    | 42,37%                                 | 3                                      |
|                                        | Partido Socialista Obrero Español (PSOE)      | 183                                    | 32,44%                                 | 3                                      |
|                                        | Partido Popular (PP)                          | 113                                    | 20,03%                                 | 1                                      |
|                                        | Vox (VOX)                                     | 19                                     | 3,36%                                  | 0                                      |

## Comunicaciones

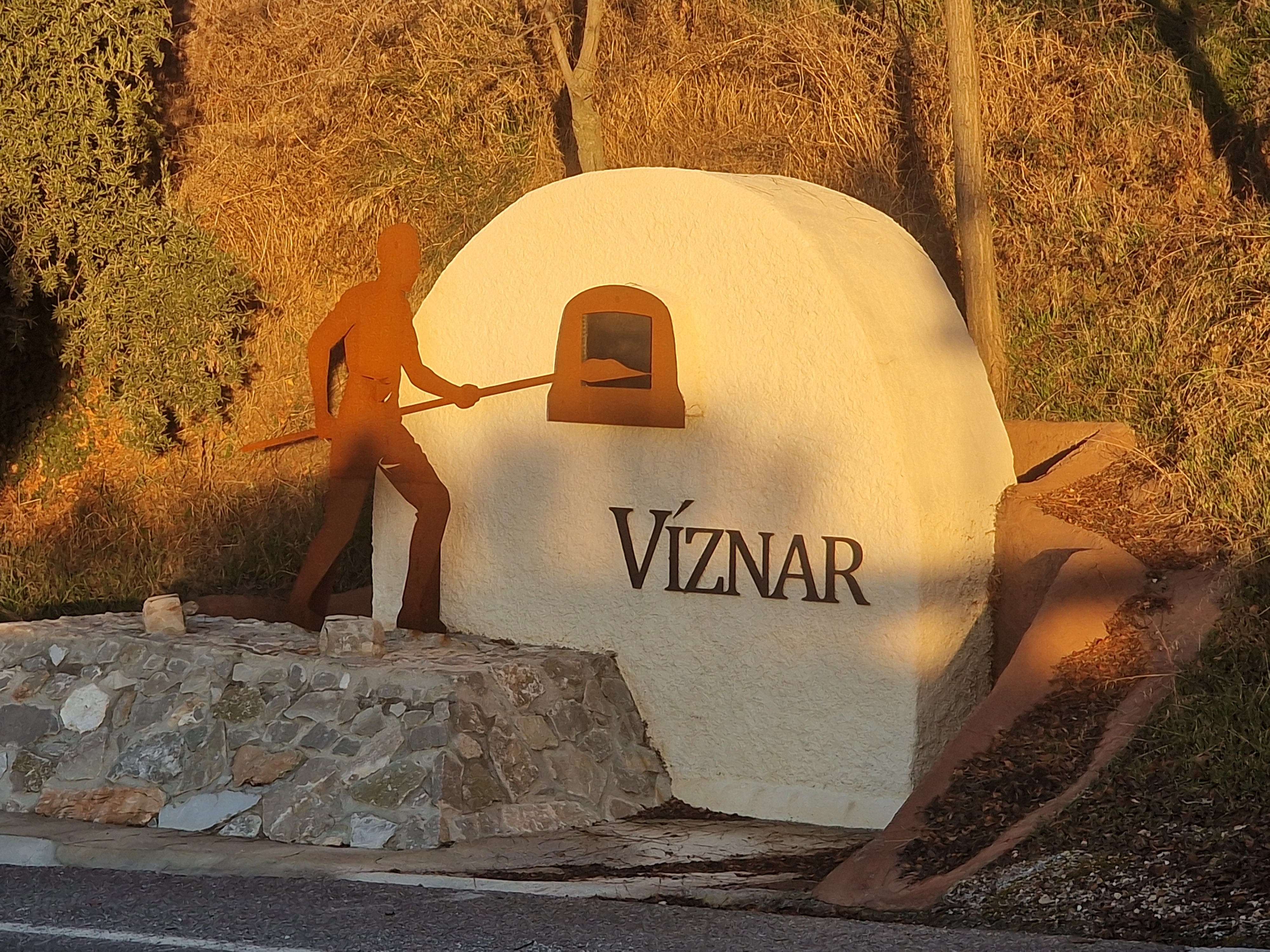
Entrada por la carretera GR-3102

### Carreteras
Las principales vías de comunicación que transcurren por el municipio son:
| Identificador | Denominación                        | Itinerario            |
| ------------- | ----------------------------------- | --------------------- |
| A-92          | Autovía A-92                        | Sevilla - Almería     |
| A-4002        | De Granada a la A-92 en Puerto Lobo | Granada - Puerto Lobo |
| GR-3101       | De GR-3424 a A-4002 (Puerto Lobo)   | Nívar - Puerto Lobo   |
| GR-3102       | De Granada a Víznar                 | Granada - Víznar      |

Algunas distancias entre Víznar y otras ciudades:
| Ciudades         | Distancia (km) |
| ---------------- | -------------- |
| Granada (centro) | 9              |
| Jaén             | 92             |
| Almería          | 149            |
| Murcia           | 270            |

## Hermanamiento
- Fuente Vaqueros, España